# Maluwana
Le Maluwana ou Maluana (en français : ciel de case), est un élément architectural traditionnel des peuples amérindiens Wayana et Apalais, que l’on peut retrouver en Guyane, au Suriname et au Brésil. Il est essentiel pour la construction de Tukusipan (carbet communautaire).

## Étymologie
Maluwana ou Maluana, que l’on peut traduire en français par « ciel de case », vient de la langue Wayana.

## Description
Il s’agit en fait d’un élément architectural extrêmement important pour la construction de Tukusipan (en français : un carbet communautaire ou une grande case collective, que l’on retrouve au centre du village). Ils sont généralement construits à base du bois de l’arbre Fromager par les peuples Wayana et Apalais, peuples originaires du bassin amazonien et du plateau des Guyanes.

## Histoire
Quasiment tombées en désuétude et connues du seul vieux maître Kulijaman du village wayana d'Antécume-Pata, les techniques traditionnelles de peinture des ciels de case, maluwana, plateaux circulaires ornant traditionnellement le plafond des carbets collectifs Wayãna, sont aujourd'hui réhabilitées par l'artiste Ti'iwan Couchili Teko/Wayana au sein de l'association culturelle Kobue Olodju (« Nous existons »). De nombreux motifs traditionnels symboliques y sont représentés: le chant de l'hirondelle, tsilolo tule, le chant du peuple de l'ibis rouge, wala etam-a-tule, etc..